# Piatra calendarului aztec
Piatra Soarelui, Piatra celor Cinci Epoci, sau, uneori (în mod eronat) numită piatra calendarului aztec este o sculptură mexica postclasică târzie, adăpostită în Muzeul Național de Antropologie din Mexico City, și este, probabil, cea mai faimoasă lucrare de sculptură aztecă. Piatra are un diametru de 358 centimetri (11,75 picioare) și o grosime de 98 centimetri (3,22 picioare), și cântărește aproximativ 24 de tone. La scurt timp după cucerirea spaniolă, sculptura monolitică a fost îngropată în Zócalo, sau piața principală din Mexico City. A fost redescoperită pe 17 decembrie 1790, în timpul reparațiilor la Catedrala din Mexico City. După redescoperirea ei, piatra calendar a fost montat pe un perete exterior al Catedralei, unde a rămas până în 1885. Majoritatea cercetătorilor cred că piatra a fost sculptată într-o perioadă oarecare între 1502 și 1521, deși unii cred că aceasta este cu mai multe zeci de ani mai în vârstă decât aceasta.

## Descriere fizică

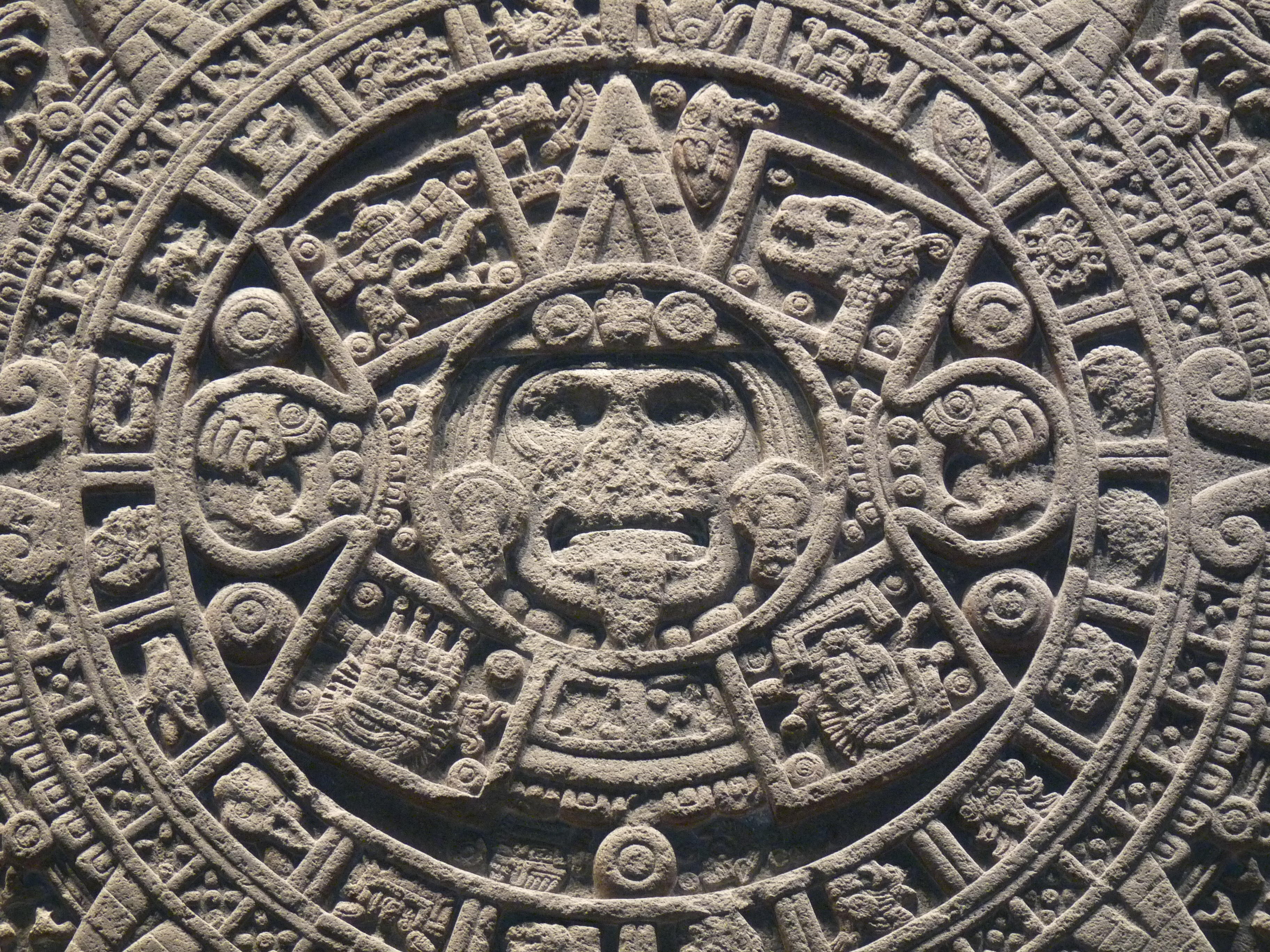
Detaliu al cele două cercuri cele mai interne ale monolitului

Motivele sculptate care acoperă suprafața de piatră se referă la componentele centrale ale cosmogoniei mexica.

### Discul central
În centrul monolitului este fața divinității solare, Tonatiuh, , care apare în interiorul glifei simbol pentru "mișcare" (în Nahuatl: ollin), numele epocii actuale. Figura centrală reprezintă ignoranța și cruzimea ritualurilor trecute, ea ținând o inimă umană în fiecare dintre mâinile sale îngherate, și limba sa fiind de forma unui cuțit sacrificial de piatră (Tecpatl).

#### Patru sori sau epoci precedente
Cele patru pătrate care înconjoară divinitatea centrală reprezintă cei patru sori precedenți sau epoci, care au precedat epoca actuală, Mișcarea 4 (Nahuatl: Nahui Ollin). Fiecare epocă s-a încheiat cu distrugerea lumii și a umanității, care au fost apoi recreate în epoca următoare.

## Interpretare
Scopul și sensul exacte ale Pietrei Calendar sunt neclare. Arheologii și istoricii au propus numeroase teorii, și este probabil că există mai multe aspecte pentru interpretarea sa.
Interpretări cele mai primitive ale pietrei se referă la utilizarea sa ca un calendar. În 1792, la doi ani după descoperirea pietrei, antropologul mexican Antonio de León y Gama a scris un tratat despre calendarul aztec, folosind piatra aceasta ca baza a lui. Unele dintre cercurile de glife sunt glife pentru zilele lunii. Unele simboluri pot reprezenta cele cinci epoci prin care mexica credeau că trecuse pământul.

## Utilizarea modernă

Lucrare artizanală din hârtie, Amate mexicană, pe piatra calendar aztecă

Imaginea pietrei calendar este afișată pe obversul monedei de aur de 20 peso mexicană, care are un conținut de aur de 15 grame (0,4823 uncii troy) și a fost bătută din 1917-1921 și rebătută cu data 1959, de la mijlocul anilor 1940 până la sfârșitul anilor 1970. Începând din octombrie 2015, valoarea acesteia era de aproximativ 600 de dolari.
Imaginea pietrei calendar a fost de asemenea adoptată de către figurile culturii mexicane moderne și americane/chicano mexicane, și este folosită în arta populară și ca un simbol al identității culturale.

## A vedea de asemenea
- Discul piatră Coyolxauhqui
- Piatra de Motecuhzoma I
- Piatra de Tizoc

## Linkuri externe
- Materiale media legate de Piatra calendarului aztec la Wikimedia Commons
- Mistere ale Celui de-al Cincilea Soare: Calendarul Aztec
- Introducere în Calendarul Aztec
- Piatra Soarelui Aztecă
- Piatra Soarelui
- Calendarul Pietrei Soarelui Aztec
- Biblioteca Congresului ediție digitală a lucrării despre Piatra Calendar a lui Leon y Gama, 1792 (72MB)